# Тремерє
Тремерє (словен. Tremerje) — поселення в общині Целє, Савинський регіон, Словенія. 
Висота над рівнем моря: 241,8 м.